# Тефрит
Тефрит — эффузивная горная порода тералитового типа, наиболее типичный представитель щелочных базальтоидов. Внешне похож на базальт с темной основной массой, а также с вкрапленниками плагиоклаза, пироксена, оливина, реже нефелина или анальцима.

## Основная масса
Основная масса — тонкозернистая, полустекловатая, плотная, содержит вкрапленники пироксена (титан-авгит, эгирин-авгит, иногда эгирин), плагиоклаза, иногда анортоклаза, санидина, лейцита, реже гаюина, нефелина, роговой обманки, биотита и титанита; по преобладанию тех или иных фельдшпатидов различают Т. лейцитовые, нефелиновые, содалитовые и др.

## Состав
Основная масса имеет интерсертальную структуру; преобладают микролиты плагиоклаза.
По петрографическому кодексу это вулканическая порода основного состава щелочного ряда из семейства щелочных базальтов, сложенная вкрапленниками плагиоклаза (20—50 %), нефелина (10—25 %, реже до 50 %), клинопироксена (10—40 %), реже оливина (до 20 %) в основной массе из этих же минералов (преобладают плагиоклаз и пироксен) и калиевого полевого шпата (до 10 %)

## Разновидности

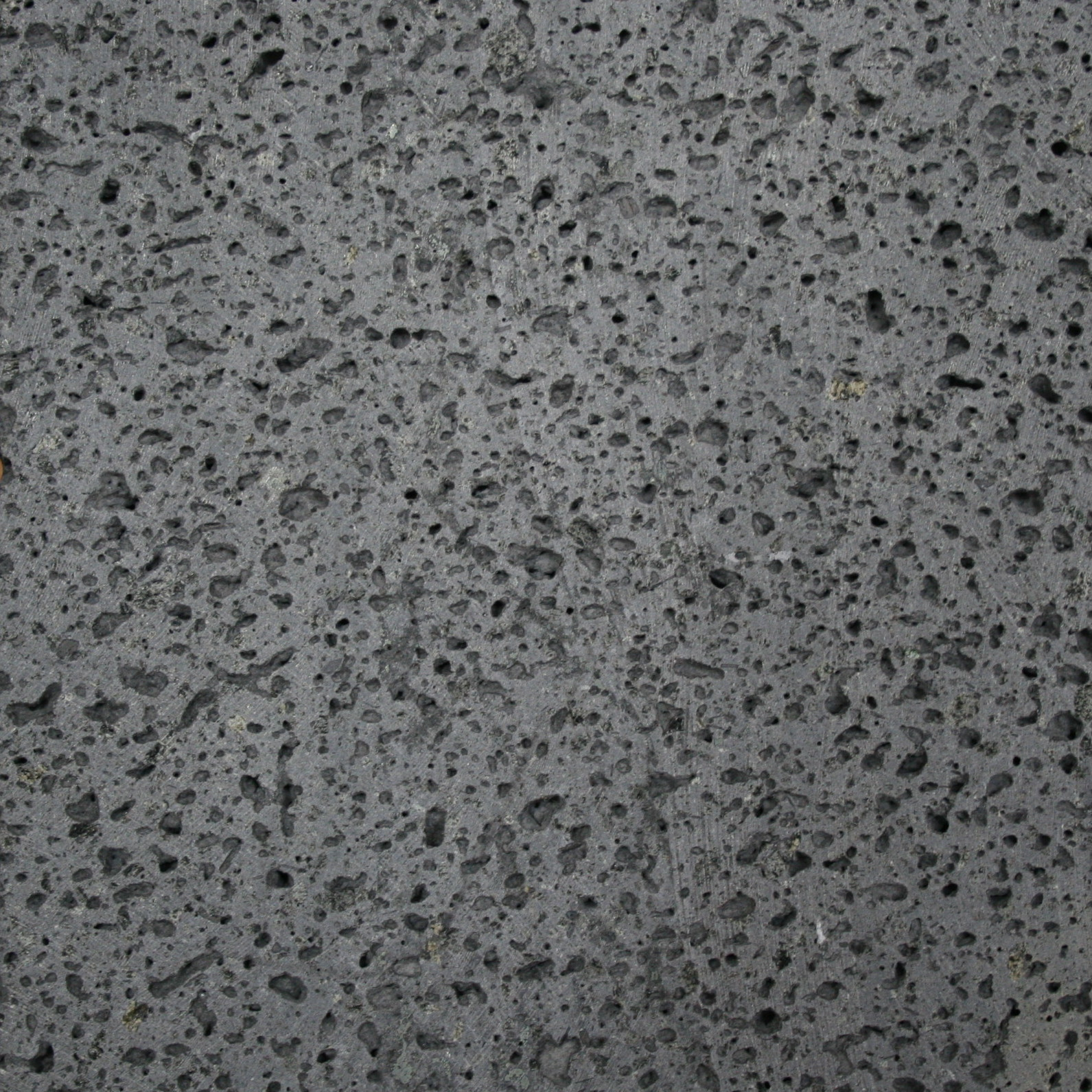
Тефрит (Германия)

- Тефрит оливиновый (базанит),Тефрит (Германия)
- Берешит (более 25 % нефелина),
- Ортоклазовый (викоит),
- Гиалотефрит(авгитит),
- Керсутитовый,
- Титанавгитовый,
- Содалитовый,
- Гаюиновый,
- Анальцимовый.